# 백치 아다다
《백치 아다다》(白痴-)는 계용묵이 1935년 5월 〈조선문단〉에 발표한 소설이다. 작가의 고향과 가까운 곳에 있는 신미도를 중심으로 한 평안도 신천 지방에서 벌어지는 벙어리의 이야기를 다룬다. 작품은 진정한 행복은 무엇인지에 대해 질문한다.

## 줄거리
벙어리이자 백치인 아다다는 김 초시 댁의 딸로 태어났지만 그녀의 한계 때문에 마땅한 신랑감을 찾을 수 없었다. 아다다는 집 안의 일을 도우려 하지만 별 도움을 주지 못하고 맞기만 한다. 이전에, 아다다는 논 한섬지기에 딸려 시집간 적이 있었다. 처음에는 예쁨을 받은 아다다였지만, 생활이 점차 풍족해지면서 가족들은 아다다의 필요성을 느끼지 못하게 되고 남편은 아다다를 학대한다. 결국 아다다는 쫓겨나고 다시 집으로 오게 된다.
가난해서 장가 갈 엄두도 내지 못한 수롱이는 아다다를 데리고 도망쳐 어느 섬으로 떠난다. 원래는 아다다를 살 목적으로 모은 150원을 보이며 밭을 사자고 하는 수롱이를 본 아다다는 돈을 내키지 않는다. 이전에 겪은 불행 때문에 밤잠을 이루지 못한 아다다는 돈을 바닷가에 뿌린다. 뒤늦게 따라온 수롱이는 돈을 가져오려 하지만 소용없었고, 분노에 차 아다다에게 발길질을 한다. 바다로 굴러떨어진 아다다는 물속에 잠긴다.

## 주제
백치 아다다는 인간의 참된 행복은 물질이 아닌 사랑에 있다는 주제를 다룬다. 주인공 아다다를 벙어리로 설정한 것에 이어 백치라는 설정까지 덧붙였는데, 이는 아다다가 물질에 오염되지 않은 순수한 인간성의 상징임을 나타내기 위해서이다. 아다다와 도망친 수롱은 돈으로 행복을 사려는 사람으로, 아다다가 돈을 버려 꿈이 좌절되자 아다다를 죽이는 물질에 오염된 현대인을 상징한다. 돈 외의 행복이 있다고 믿는 아다다와는 달리 돈을 중요시한 수롱은 아다다를 죽게 만들고 진정한 행복이 무엇인지에 대해 알지 못하게 된다.

## 이 소설을 바탕으로 하는 작품

### 영화
- 《백치 아다다》(1956년)
- 《아다다》(1987년)

### 텔레비전 드라마
- 《백치 아다다》(1967년)
- 《백치 아다다》(1979년)
- 《백치 아다다》(1983년)
- 《아다다》(1972년, MBC)